# Кокейтя
Кокейтя (також кокейча, кукіча; яп. — 固形茶) — один із видів японського чаю, який готують не з молодого чайного листя, а з гілок з додаванням невеликої кількості зрілого листя. Для кокейтя підходять лише зрілі, переважно трирічні гілки чайного куща, адже у них міститься достатня кількість поживних речовин. Особливість цього чаю — його зрілість. Чай кокейтя часто також називають «гілочка чаю» або «трирічний чай». Інколи до цього чаю також додають рисове борошно та інші смакові добавки.
Кокейтя виготовляють з чотирьох видів стебел і гілочок чайного куща. Завдяки цьому цей чай має м'який горіховий і вершково-солодкий смак. Для того, щоб смак чаю був повноцінним, кокейтю хвилину замочують у воді за температури 70-80 °C. Якщо замочувати занадто довго або у гарячішій воді, чай вийде гіркуватим.
Оскільки основа чаю кокейтя — стебла, чай містить менше кофеїну (від 0,5 до 1 %), ніж інші види зеленого чаю.
Зазвичай, сировина для чаю сушиться, а не смажиться, а потім подрібнюється. Проте в деяких регіонах Японії кокейтю готують зі смаженої сировини. Такий чай називається «ходзіча». Смажена кокейтя особливо популярна в префектурі Ісікава, де поширені два типи смаженого чаю: «кага боуча» (чай з паличок кага) та «хоудзі боуча» (чай зі смажених гілочок).